# Dipotassium
Pour les articles homonymes, voir K2 (homonymie).
Le dipotassium est un allotrope du potassium de formule K2.